# Chelonoidis duncanensis
Espèce
Synonymes
- Geochelone nigra duncanensis Garman in Pritchard, 1996

Statut de conservation UICN

 VU A1abde; D1+2 : Vulnérable
Statut CITES
Chelonoidis duncanensis est une espèce de tortues de la famille des Testudinidae.

## Répartition

Distribution des tortues géantes des Galapagos

Cette espèce est endémique de l'île Pinzón aux Galápagos.

## Taxinomie
Elle fait partie du complexe d'espèces des tortues géantes des Galapagos. Elle est parfois considérée comme une sous-espèce de Chelonoidis nigra.

## Étymologie
Son nom d'espèce, composé de duncan et du suffixe latin -ensis, « qui vit dans, qui habite », lui a été donné en référence au lieu de sa découverte, l'île Pinzón, aussi nommée île Duncan.

## Publication originale
- Pritchard, 1996 : The Galápagos Tortoises: Nomenclatural and Survival Status. Chelonian Research Monographs, no 1, p. 50.